# Dibranchus velutinus
Dibranchus velutinus är en fiskart som beskrevs av Bradbury, 1999. Dibranchus velutinus ingår i släktet Dibranchus och familjen Ogcocephalidae. Inga underarter finns listade i Catalogue of Life.